# Estudiantil Porteño Ciudadela

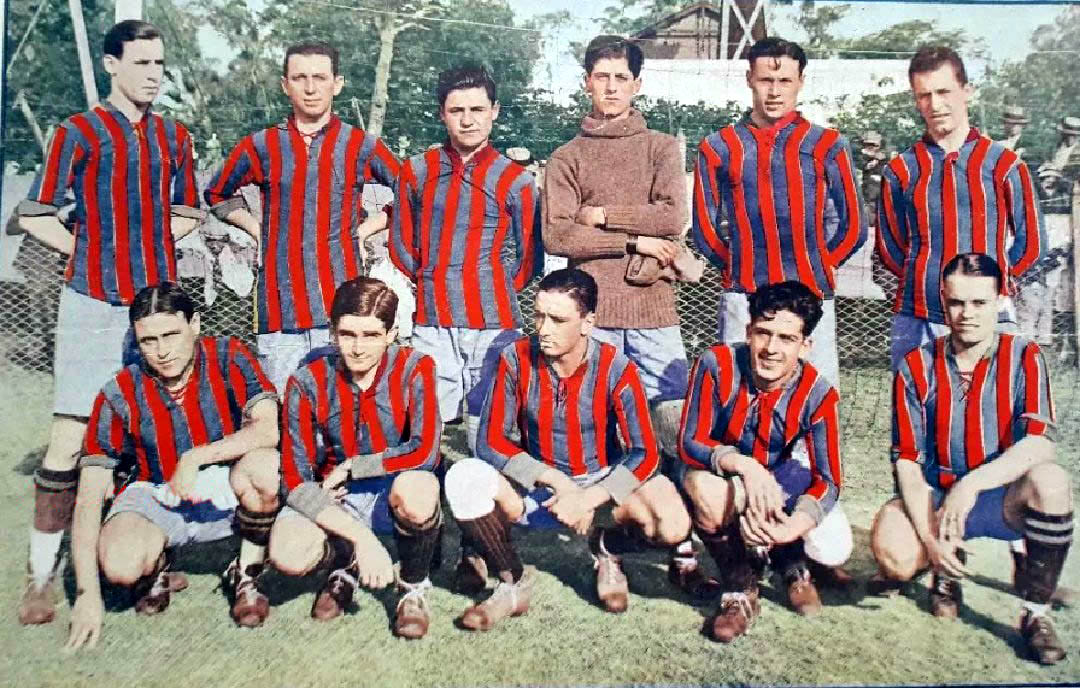
Estudiantil Porteño, 1926.

Club Atlético Estudiantil Porteño – argentyński klub piłkarski z siedzibą w mieście Ciudadela wchodzącym w skład zespołu miejskiego Buenos Aires.

## Osiągnięcia
- Mistrz Argentyny: 1931, 1934

## Historia
Założony 6 września 1902 klub Estudiantil Porteño w roku 1904 przystąpił do rozgrywek ligowych organizowanych przez Asociación Argentina de Futbol. W pierwszej lidze argentyńskiej rozegrał 7 sezonów. Największe sukcesy osiągnął w latach 30. XX wieku, kiedy dwukrotnie zdobył mistrzostwo Argentyny. Po wprowadzeniu ligi zawodowej klub pozostał klubem amatorskim i do dziś gra w argentyńskiej lidze amatorskiej.

### Piłkarze
- Alberto Chividini
- Alfredo de Vincenzi
- Carlos Spadaro